# Col de Costalunga
Le col de Costalunga (passo di Costalunga en italien, Karerpass en allemand, Jouf de Ciareja en ladin) est un col alpin des Dolomites, situé à la frontière entre la province autonome de Trente et celle de Bolzano. Le col, qui relie Vigo di Fassa dans le val di Fassa et Nova Ponente dans le val d'Ega, marque la délimitation entre le groupe du Catinaccio et le groupe du Latemar.

## Toponymie
Bien que le nom Costalunga soit le plus répandu pour désigner le col, le terme est apparu à la fin du XIXe siècle et correspondrait à une erreur de lecture topographique : son nom plus ancien, Carezza, est son nom officiel,.

## Cyclisme
Bien que ce ne soit pas un col avec des pentes particulièrement exigeantes, le col de Costalunga a souvent été parcouru dans les étapes de montagne du Tour d'Italie depuis les années 1930, car il permet la connexion de la vallée de l'Adige aux Dolomites avec les cols les plus célèbres, comme les cols Pordoi, Sella, Gardena ou Rolle.
Voici les différents passages effectués au fil des ans, avec des cyclistes qui ont d'abord passé le col :
| Année | Étape                                     | Premier au col     | Ascension depuis |
| ----- | ----------------------------------------- | ------------------ | ---------------- |
| 1937  | 16e : Vittorio Veneto > Merano            | Gino Bartali       | val di Fassa     |
| 1951  | 18e : Cortina d'Ampezzo > Bolzano         | Vittorio Rossello  | val di Fassa     |
| 1959  | 15e : Trente > Bolzano                    | Aurelio Cestari    | val di Fassa     |
| 1966  | 19e : Bolzano > Moena                     | Gianni Motta       | val d'Ega        |
| 1969  | 21e : Rocca Pietore > Cavalese            | Claudio Michelotto | val di Fassa     |
| 1975  | 21e : Alleghe > col du Stelvio            | Andrés Oliva       | val di Fassa     |
| 1977  | 18e : Cortina d'Ampezzo > Pinzolo         | Renato Laghi       | val di Fassa     |
| 1985  | 4e : Pinzolo > Selva di Val Gardena       | Acácio da Silva    | val di Fassa     |
| 1990  | 17e : Moena > Aprica                      | Claudio Chiappucci | val di Fassa     |
| 1993  | 14e : Corvara in Badia > Corvara in Badia | Flavio Vanzella    | val d'Ega        |
| 2005  | 13e : Mezzocorona > Ortisei               | José Rujano        | val d'Ega        |